# اولگا کوزنتسووا
اولگا کوزنتسووا (روسی: Ольга Геннадьевна Кузнецова؛ زادهٔ ۱۷ نوامبر ۱۹۶۸) تیرانداز اهل روسیه بود.
وی همچنین برندهٔ جوایزی همچون نشان دوستی شده‌است.